# Dodona dracon
Dodona dracon is een vlindersoort uit de familie van de prachtvlinders (Riodinidae), onderfamilie Nemeobiinae.
Dodona dracon werd in 1897 beschreven door Nicéville.